# 원더보이 인 몬스터 랜드
《원더보이 인 몬스터 랜드》(Wonder Boy in Monster Land)는 웨스톤 비트 엔터테인먼트가 개발하고 세가가 배급한 액션 롤플레잉 플랫폼 게임이다. 웨스톤의 창업자 니시자와 류이치가 디자인했으며, 1987년 아케이드로 처음 발매됐고 1988년 세가 마스터 시스템 이식판이 출시됐다. 《원더보이》 시리즈 두번째 작품으로, 원작의 주인공이었던 톰톰이 몬스터 랜드를 손아귀에 넣으려는 악당 메카 드래곤을 무찌르는 내용을 다뤘다.
단순진행 플랫포머였던 전작과는 달리 《원더보이 인 몬스터 랜드》는 간략한 RPG 요소들을 도입했다. 플레이어가 레벨마다 있는 적들과 싸워 돈을 획득하면, 중간마다 있는 상점에서 장비와 아이템을 구입해 스스로를 무장하고 강화시킬 수 있다. 총 12개의 스테이지를 돌파하고 보스들을 전부 상대해 몬스터 랜드를 구하는 것이 목표이다.
《원더보이 인 몬스터 랜드》는 당시로서 깔끔하고 미려한 그래픽, 간편한 컨트롤, 세심한 게임플레이를 선보여 아케이드 및 마스터 시스템판 모두 평단으로부터 좋은 평가를 받았다. 이후 액티비전 사를 통해 코모도어 64, 아타리 ST, 아미가 등 서양 컴퓨터들에 이식됐다. 이후 아케이드 판은 Wii, 플레이스테이션 3, 엑스박스 360의 디지털 플랫폼으로도 재발매됐다.

## 게임플레이
주인공 원더보이를 조종하며, 원더랜드의 도시에서 출발해 12 스테이지를 돌파하는 것이 게임의 목표이다.

## 줄거리
《원더보이 인 몬스터 랜드》는 전작 《원더보이》로부터 11년 후의 무대가 배경이며, 주인공으론 전작에서도 활약했던 '원더보이' 톰톰이 다시 등장한다. 납치됐던 여자친구를 무사히 구하고 악도 내쫓은 톰톰의 활약으로 원더 랜드에는 평화가 되찾아왔다. 그러나 어느 날, 메카 드래곤이 나타나 원더 랜드에 사람들을 위협한다. 원더 랜드를 점령하고 이름도 '몬스터 랜드'로 바꾼 메카 드래곤의 포악한 성질을 견디지 못하고 도움을 요청하자, 톰톰은 촌장이 건내준 검을 들고 모험을 떠나게된다.

## 발매 및 이식
1987년 8월에 오락실용으로 세가 시스템 2 아케이드 기판로 제작돼 처음 출시됐다. 아케이드판은 일본에서만 출시됐는데, 수출용으로 영어 버전이 제작됐으나 출시되지는 않았고 이후 2007년에 플레이스테이션 2로 발매된 합본 《세가 에이지스 Vol. 29: 몬스터 월드 컴플리트 컬렉션》에 포함됐다.